# Julia Ling
Julia Ling, nascida como Xiao Wei Lin (14 de fevereiro de 1983) é uma atriz americana, mais conhecida por seu papel na televisão, como em séries da NBC, tais como ER, Studio 60 on the Sunset Strip e também na série Chuck.

## Biografia
Com seis anos de idade, ela já tinha ganhado prêmios e aprendido a tocar piano. Ela se tornou psicóloga na idade de quinze anos, formada na Temple City High School. Estreou sua carreira em Buffy the Vampire Slayer. Estrelou como Anna Wu na série de ação e comédia Chuck, porém deixou o elenco depois da segunda temporada.